# Bruce Alexander
Cet article possède un paronyme, voir Bruce K. Alexander.
Pour les articles homonymes, voir Alexander.
Bruce Alexander Cook, né le 7 avril 1932 à Chicago et mort le 9 novembre 2003 à Los Angeles, est un journaliste et écrivain américain. Il a utilisé deux noms de plume : Bruce Cook et Bruce Alexander, tous deux tirés de son état civil.

## Biographie
Il étudie la littérature à l'université Loyola de Chicago, puis sert d'interprète dans les forces d'occupation américaines en Allemagne dans la seconde moitié des années 1950.
À son retour aux États-Unis, il travaille un temps dans les relations publiques, puis bifurque vers le journalisme, se consacrant à des critiques littéraires et cinématographiques (pour le compte de diverses publications, notamment le National Observer, Newsweek, le Detroit News, USA Today et le Los Angeles Daily News. Il publie également plusieurs essais, avant de s'orienter vers le genre romanesque à partir de 1978.
Après une première série de romans policiers, publiés à partir de 1988, il accède à une notoriété internationale, sous son second pseudonyme de Bruce Alexander, grâce à sa série de romans policiers historiques, mettant en scène Sir John Fielding (1721-1780), célèbre magistrat aveugle, réformateur social et frère du non moins célèbre Henry Fielding (1707-1754), romancier, dramaturge et lui-même magistrat.
Le personnage réel de Sir John Fielding, célèbre pour sa capacité à reconnaître plus de 3 000 repris de justice rien qu'au son de leur voix, a créé les premiers corps de sergents de ville et de patrouilleurs de police destinés à sécuriser les rues des villes anglaises.  Pour les besoins de la fiction, il est assisté dans ses enquêtes par un personnage tout aussi fictif, Jeremy Proctor, jeune orphelin recueilli par le magistrat et son épouse, qui en ont fait leur fils adoptif. La série, qui observe une très fidèle reconstitution historique du XVIIIe siècle, est également l'occasion d'évoquer diverses questions sociales, comme l'instruction donnée par quelques réformateurs fortunés de l'époque à des esclaves noirs affranchis.

## Œuvre

### Sous le pseudonyme Bruce Alexander

#### SérieSir John Fielding
- Blind Justice (1994) Publié en français sous le titre Les Audiences de Sir John, 10/18, « Grands Détectives » no 3001, 1998
- Murder in Grub Street (1995) Publié en français sous le titre Le Fer et le feu, 10/18, « Grands Détectives » no 3051, 1999
- Watery Grave (1996) Publié en français sous le titre L'Onde sépulcrale, 10/18, « Grands Détectives » no 3110, 1999
- Person or Persons Unknown (1997) Publié en français sous le titre Venelles sanglantes, 10/18, « Grands Détectives » no 3156, 2000
- Jack, Knave and Fool (1998) Publié en français sous le titre Le Fourbe et l'Histrion, 10/18, « Grands Détectives » no 3205, 2000
- Death of a Colonial (1999) Publié en français sous le titre La Veuve et l'Imposteur, 10/18, « Grands Détectives » no 3271, 2001
- The Color of Death (2000) Publié en français sous le titre Brigands et Galants, 10/18, « Grands Détectives » no 3369, 2001
- Smuggler's Moon (2001) Publié en français sous le titre La Nuit des contrebandiers, 10/18, « Grands Détectives » no 3498, 2003
- An Experiment in Treason (2002)
- The Price of Murder (2003)
- Rules of Engagement (2005)

### Sous le pseudonyme de Bruce Cook

#### Essais
- Beat Generation (1971)
- Listen to the Blues (1973)
- Dalton Trumbo (1977)
- Brecht in Exile (1983)

#### Romans
- Sex Life (1978)
- Young Will : The Confessions of William Shakespeare (2004), ouvrage posthume

#### Série policièreAntonio "Chico" Cervantes
- Mexican Standoff (1988)
- Rough Cut (1990)
- Death as a Career Move (1992)
- The Sidewalk Hilton (1994)

#### Autre ouvrage
- Town that country built : welcome to Branson, Missouri (1993), monographie sur la ville de Branson

## Adaptation cinématographique
- 2015 : Dalton Trumbo (Trumbo) de Jay Roach, d'après son livre Dalton Trumbo

## Sources
- Claude Mesplède (dir.), Dictionnaire des littératures policières, vol. 1 : A - I, Nantes, Joseph K, coll. « Temps noir », 2007, 1054 p. (ISBN 978-2-910-68644-4, OCLC 315873251), p. 52-53.